# ボクラなりレボリューション
「ボクラなりレボリューション」は、日本のボーカルダンスユニット・M!LKの通算7枚目となるシングル。
2018年3月14日にSDRから発売された。

## 概要
山﨑悠稀ラスト参加シングル。

## 収録曲
1. ボクラなりレボリューション [4:20]
作詞・作曲・編曲：園田健太郎
2. Special Thanx [4:56]
作詞・作曲：鈴木裕哉、編曲：岡崎宙史
  - TYPE-Aのみ
3. ハナキン! [4:08]
作詞：鈴木静那、作曲：倉内達矢、編曲：清水哲平
  - TYPE-Bのみ
4. 妄想ドン・キホーテ [4:35]
作詞：ma-saya、作曲・編曲：Kon-K
  - TYPE-Cのみ

## 収録アルバム
- Time Capsule
- Jewel（初回限定盤Bのみ）